# تپه شهر سوخته ۲۸
تپه شهرسوخته ۲۸ مربوط به هزاره سوم و ۲ قم است و در شهرستان زابل، ۵/۹ کیلومتری جنوب غربی شهر سوخته واقع شده و این اثر در تاریخ ۲۴ اسفند ۱۳۸۳ با شمارهٔ ثبت ۱۱۴۹۶ به‌عنوان یکی از آثار ملی ایران به ثبت رسیده است.